# Konkordat wormacki

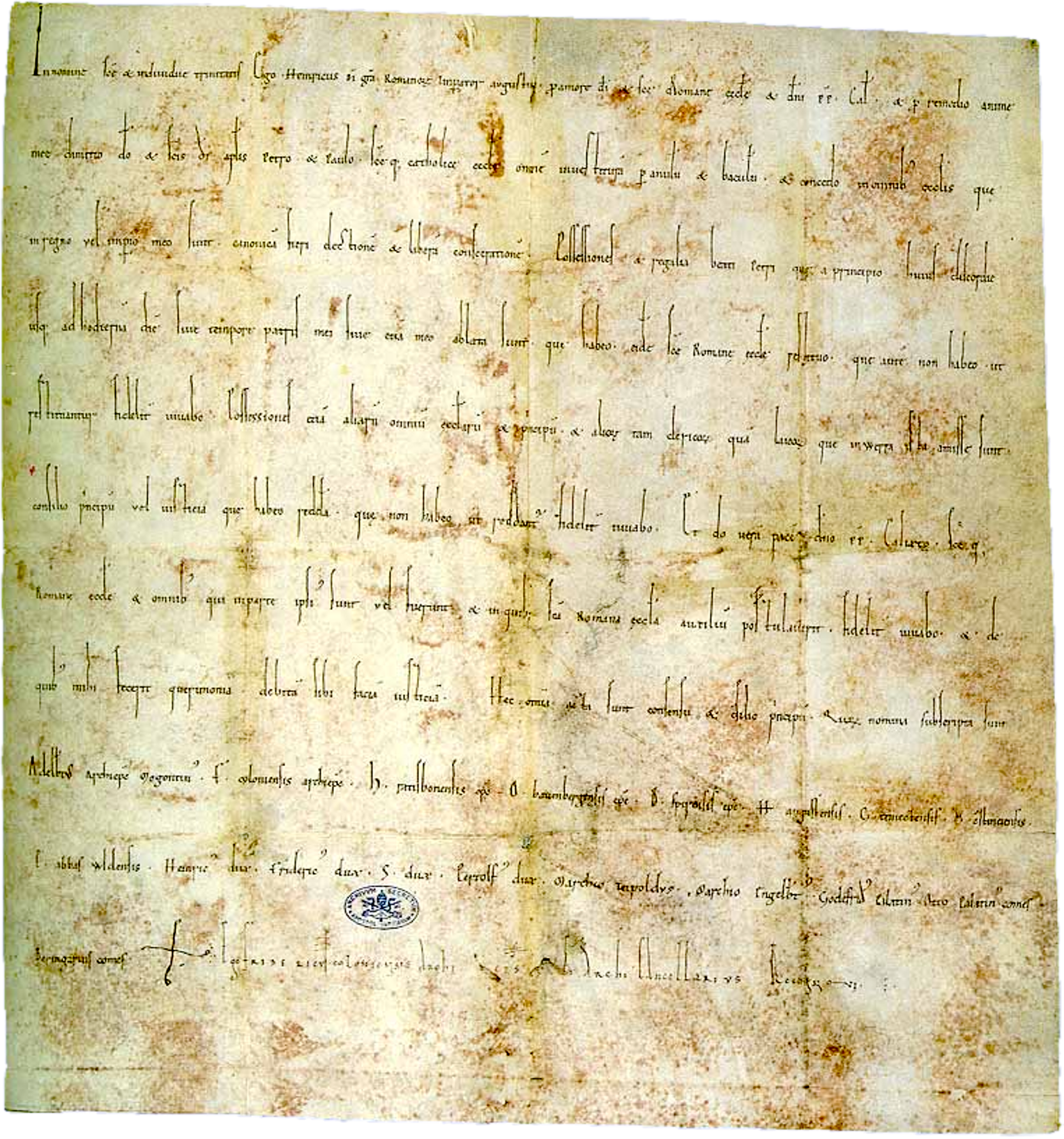
Wersja cesarska (Heinricianum) konkordatu (Città del Vaticano, Archivio Segreto Vaticano, A. A., Arm. I-XVIII, 62.)

Konkordat wormacki (Pax Wormatiensis) – ugoda zawarta 22 września 1122 r. w Wormacji kończąca spór o inwestyturę między cesarzem Henrykiem V a papieżem Kalikstem II.
Zawarta umowa zakończyła długotrwały spór o inwestyturę oraz uregulowała zakres kompetencji władzy świeckiej i duchownej w tej kwestii. Cesarz zrzekł się inwestytury świeckiej duchowieństwa przez wręczenie pierścienia i pastorału, przekazując prawo wyboru biskupów kapitułom katedralnym, zaś opatów kapitułom zakonnym. W Niemczech jednak z zastrzeżeniem, że wybór biskupa lub opata miał odbywać się w obecności cesarza lub jego pełnomocnika.
W Niemczech wybranym przez kapituły elektom dobra lenne miały być nadane przez panującego za pomocą berła (symbol lennej władzy świeckiej) jeszcze przed konsekracją, zaś na terenie znajdujących się w granicach cesarstwa Włoch i Burgundii w terminie sześciu miesięcy po konsekracji. W przypadku niezgodnego wyboru decydujący miał być głos cesarza, który miał rozstrzygnąć spór po zasięgnięciu opinii dostojników kościelnych. Henryk V zobowiązywał się także do zwrotu Kościołowi skonfiskowanego wcześniej majątku.
Kompromisowe postanowienia konkordatu wormackiego zostały zatwierdzone przez zwołany w 1123 r. I sobór laterański i stały się wytycznymi w stosunkach Kościoła także z innymi państwami.